# 丹福斯鎮區 (明尼蘇達州派恩縣)
丹福斯鎮區（英語：Danforth Township）是位於美國明尼蘇達州派恩縣的一個行政鎮區。

## 地方資料
丹福斯鎮區的面積為93.99平方千米，當中陸地面積為93.91平方千米，而水域面積為0.08平方千米。根據2020年美國人口普查的數據，當地共有人口79人，而人口密度為每平方千米0.84人。